# Discofrontia
Discofrontia é um gênero de mariposa pertencente à família Crambidae.